# Matthias Brender
Matthias Brender (* 15. Mai 1979 in Giengen an der Brenz) ist ein deutscher Diplom-Betriebswirt (BA), Journalist und Geschäftsführer des überkonfessionellen, christlichen Fernsehsenders Bibel TV.

## Leben und Wirken
Brender ist als Sohn eines Schuhhändlers in Giengen aufgewachsen und übte sich schon während seiner Schulzeit am Margarete-Steiff-Gymnasium Giengen bei Jörg Knoblauch im Werbetexten. Er engagierte sich als Mitglied der Evangelischen Kirche in der christlichen Jugendarbeit, arbeitete bei einem der ersten deutschen Church-Planting-Projekte innerhalb der Evangelischen Landeskirche, der Giengener „Oase“, sowie bei einer Schülerzeitung und der Lokalzeitung, der „Heidenheimer Neue Presse“ mit. 1998 absolvierte er bei der Evangelischen Rundfunkagentur Stuttgart, dem heutigen Evangelischen Medienhaus, ein Praktikum. Nach seinem Zivildienst bei der Evangelischen Gesellschaft Stuttgart in der individuellen Schwerstbehindertenbetreuung studierte er Theologie am von John Stott gegründeten internationalen The London Institute for Contemporary Christianity (LICC) in England. Danach begann er eine Ausbildung bei Norman Rentrop an der Holding des Verlags für die Deutsche Wirtschaft, wo er verschiedene Direktmarketing-Kampagnen realisierte und eine neue Zeitschrift der Rentrop-Gruppe entwickelte. An der Dualen Hochschule Baden-Württemberg in Ravensburg studierte er Medien-Betriebswirtschaft, Journalismus und PR zum Diplom-Betriebswirt (BA), Fachrichtung Marketing-Kommunikation, wo er erste Erfahrungen im Fernseh-Studio und beim Filmdreh machte.
Brender absolvierte am Institut für Gemeindebau und Weltmission ein Fernstudium für Evangelische Theologie. 2017 erhielt er für seine Masterarbeit über Beliebtheitsfaktoren christlicher Predigtvideo-Verkündigung den Innovationspreis des IGW.
2003 zog Brender nach Hamburg und war bis 2010 in Aufbau und Leitung der Fundraising-Abteilung und des Zuschauer-Service bei Bibel TV tätig. Zwischen 2009 und 2012 leitete er das von ihm gegründete Werk Christliche Impulse e. V., das die Recherche über den Zustand und Wachstumsmöglichkeiten deutscher Gemeinden zum Ziel hatte. Er produzierte Filme über verschiedene Gemeinden und deren Versuche, Menschen neugierig auf Gott zu machen, dazu Gesprächssendungen mit Erzbischof Robert Zollitsch und Roland Werner sowie Filme über die Aufbrüche in der anglikanischen und katholischen Kirche. Im November 2012 wurde er Mit-Geschäftsführer von Bibel TV, bevor er im Februar 2013 als Nachfolger von Henning Röhl die Geschäftsleitung übernahm. In seiner neuen Rolle wolle er sich künftig verstärkt auf Aktivitäten im Internet und sozialen Medien konzentrieren.
Brender ist als Berater christlicher Werke besonders in den Bereichen Fundraising und Marketing tätig und ein gefragter Referent für Fundraising-Seminare und christliche Veranstaltungen. Er engagiert sich ehrenamtlich in einer Gemeinde der Heilsarmee auf St. Pauli, wo er junge Obdachlose durch persönliches Coaching und geistliche Begleitung beim Weg ins normale Leben unterstützt. Er ist Mitglied der nordelbischen Landeskirche, der heutigen Evangelisch-Lutherischen Kirche in Norddeutschland.